# كونراد ميشالاك
كونراد ميشالاك (بالبولندية: Konrad Michalak)‏ (19 سبتمبر 1997 في بولندا - ) هو لاعب كرة قدم بولندي في مركز الوسط يلعب في نادي الزمالك المصري معار من نادي أحد السعودي. لعب مع فيسلا بوك ‏.

## وصلات خارجية
- كونراد ميشالاك على موقع الاتحاد الأوربي (الإنجليزية)
- كونراد ميشالاك على موقع اتحاد تركيا (لاعب) (الإنجليزية)
- كونراد ميشالاك على موقع قاعدة بيانات كرة القدم.إي يو (الإنجليزية)
- كونراد ميشالاك على موقع Soccerway.com (الإنجليزية)